# Regionalpark Phlegräische Felder
Der Regionalpark Phlegräische Felder (italienisch Parco regionale dei Campi Flegrei) ist ein Regionalpark in der italienischen Metropolitanstadt Neapel, Region Kampanien. Er liegt in den Phlegräischen Feldern, westlich der Großstadt Neapel.

## Lage und Ausbreitung
Der Regionalpark erstreckt sich auf den Gemeindegebieten von Bacoli, Monte di Procida, Neapel und Pozzuoli auf einer nicht zusammenhängenden Fläche von 73 km². Er ist in drei unterschiedlich ausgeprägte Schutzzonen aufgeteilt.
Die Schutzzone „A“ umfasst die zwei FFH-Gebiete Cratere di Astroni (253 ha – WDPA-ID 555722668) und Monte Nuovo (30 ha – WDPA-ID 55552937) sowie die Insel Nisida, der Solfatara-Krater und die Landspitze Pennata im Gemeindegebiet von Bacoli. Die genannten Gebiete zeichnen sich durch die Präsenz keiner oder nur geringer menschlicher Aktivitäten und ihre überwiegend naturalistische Konnotation aus.
Zur Schutzzone „B“ gehören die FFH-Gebiete Lago d’Averno (125 ha – WDPA-ID 555722672) und Lago di Lucrino (10 ha – WDPA-ID 555529370) sowie die beiden weiteren Seen Miseno und Fusaro, die Gebiete um die archäologische Stätte Cumae und die submarine archäologische Stätte Baiae im Golf von Pozzuoli oder die Fumarolen von Pisciarelli. Die in der Schutzzone B liegenden Bereiche weisen sich durch ihr schützenswertes landschaftliches und natürliches Ambiente aus.
Die übrigen Bereiche des Parks fallen in die Schutzzone „C“. Sie bilden eine Art Pufferzone, in der eine urbane und ökologisch ausgerichtete Requalifizierung im Vordergrund steht.
Auf dem Gebiet des Regionalparkes liegen zudem noch folgende FFH-Gebiete, die aber nicht unter seiner Verwaltung stehen:
- Aree umide del Cratere di Agnano (44 ha – WDPA-ID 555529361[10])
- Capo Miseno (50 ha – WDPA-ID 555529362[11])
- Foce del Licola (147 ha – WDPA-ID 555529367[12])
- Isolotto di San Martino e dintorni (14 ha – WDPA-ID 555529368[13])
- Lago del Fusaro (192 ha – WDPA-ID 555529369[14])
- Lago di Miseno (79 ha – WDPA-ID 555529371[15])
- Monte Barbaro e Cratere di Campiglione (358 ha – WDPA-ID 555529373[16])
- Porto Paone di Nisida (4 ha – WDPA-ID 555529377[17])
- Stazioni di Cyanidium caldarium di Pozzuoli (4 ha – WDPA-ID 555529380[18])

## Flora und Fauna
Der Regionalpark Phlegräische Felder weist zahlreiche Pflanzenarten und Pflanzengesellschaften auf, deren Ansiedlung durch mehrere Faktoren begünstigt wurde. Dazu beigetragen haben in erster Linie die lokalen klimatischen Bedingungen mit hoher relativer Feuchtigkeit aufgrund des Vorhandenseins mehrerer Seen. Ein weiterer wesentlicher Faktor für die Artenvielfalt ist die Fruchtbarkeit des vulkanischen Bodens der Phlegräischen Felder, auch wenn der Säuregehalt acidophile Pflanzen begünstigt.
Ein wichtiger Faktor ist ebenso in den sehr unterschiedlichen geomorphologischen Verhältnissen zu finden. Insbesondere letztere haben dazu beigetragen, dass sich die Arten entsprechend der lokal unterschiedlichen Umweltbedingungen angepasst haben. Aus diesem Grund koexistieren hier viele Pflanzengesellschaften auf relativ kleinem Raum, was die Artenvielfalt und damit auch den ökologischen Wert des Regionalparks stark erhöht. Davon profitiert auch die Fauna im Park, sodass einige Gebiete in den Phlegräischen Feldern die größte faunistische Biodiversität in der gesamten Metropolitanstadt Neapel aufweisen. Eine besondere Bedeutung kommt dem Regionalpark Phlegräische Felder als Rastplatz für Zugvögel zu.

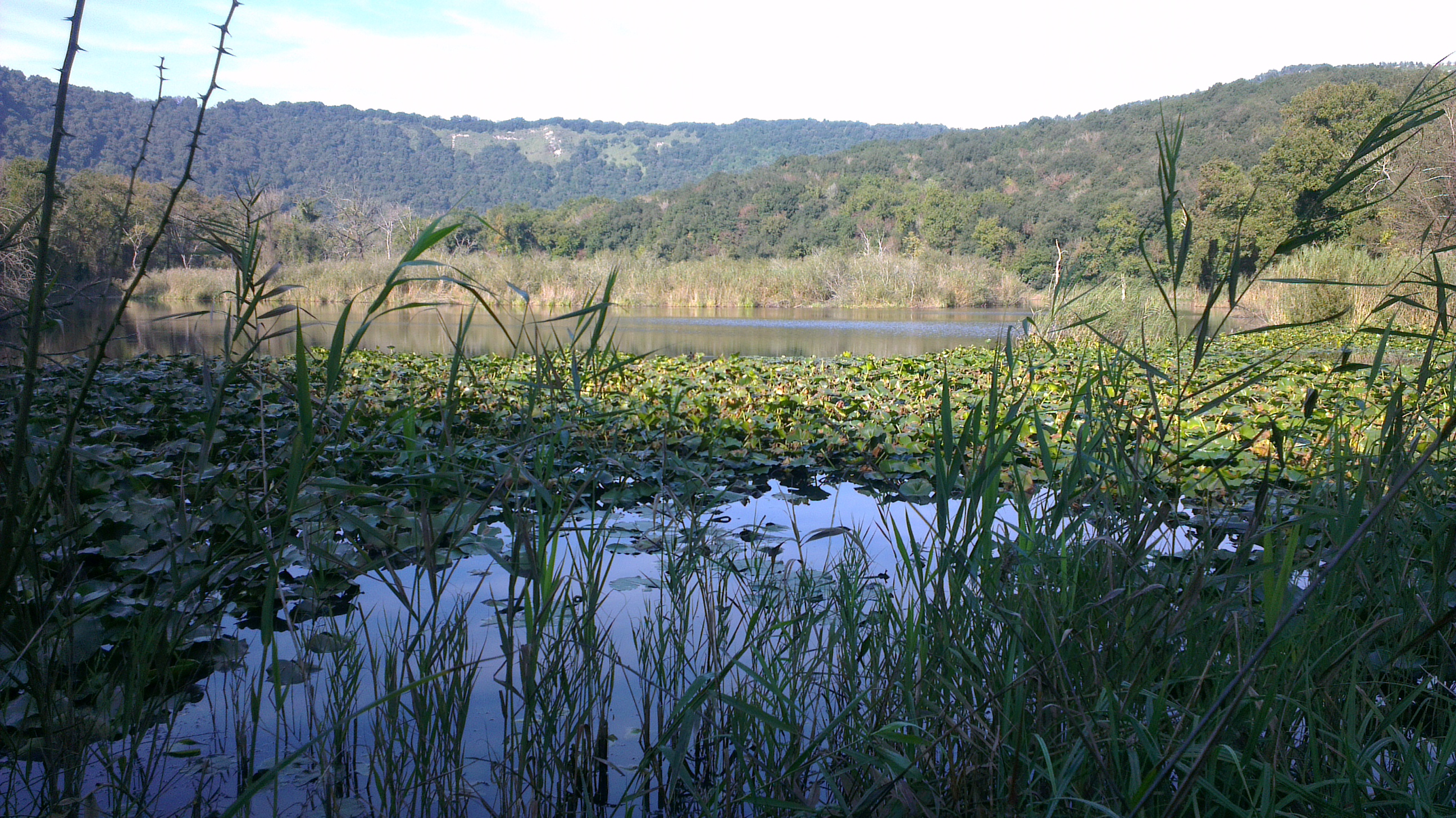
Astroni-Krater
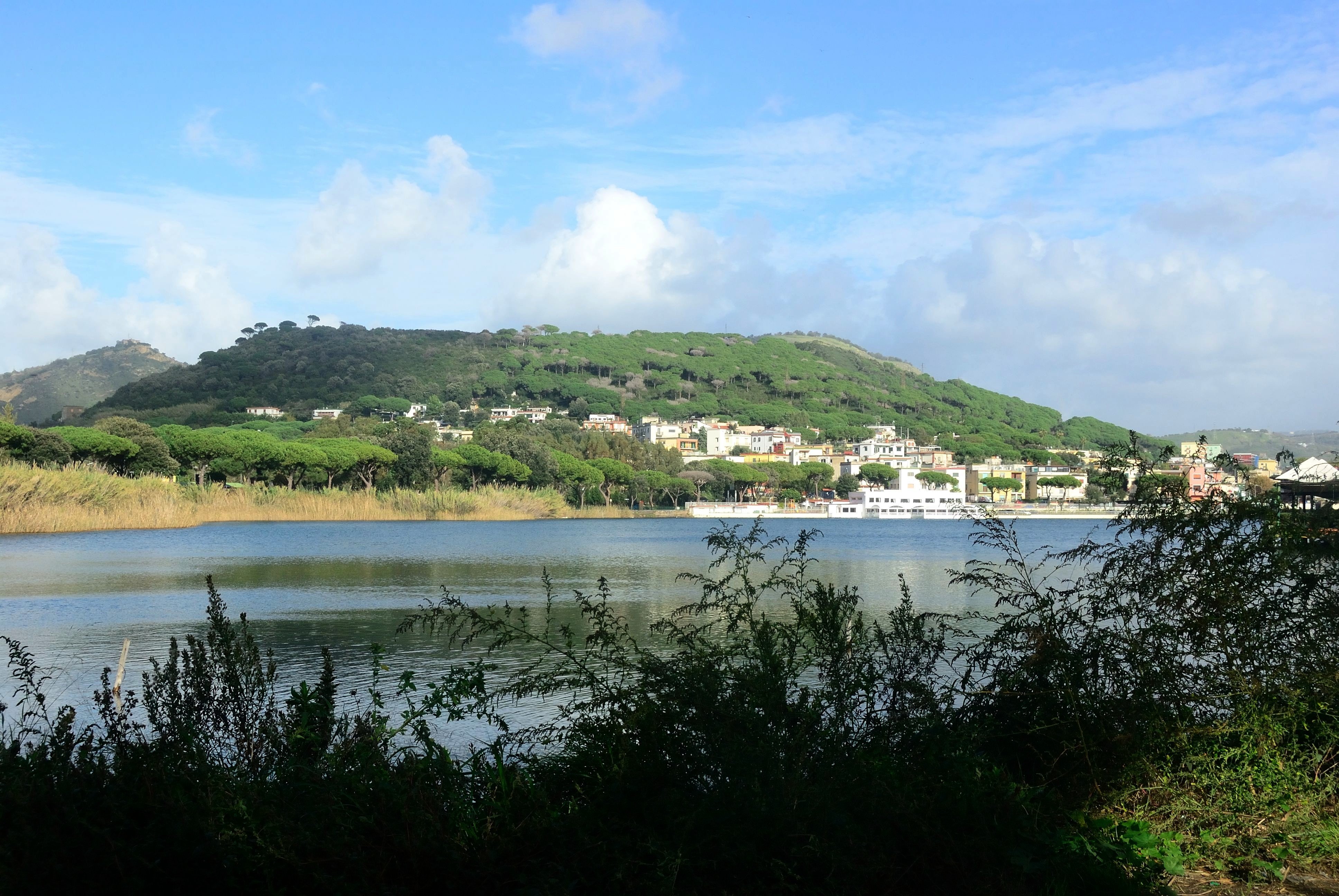
Monte Nuovo und Lucriner See
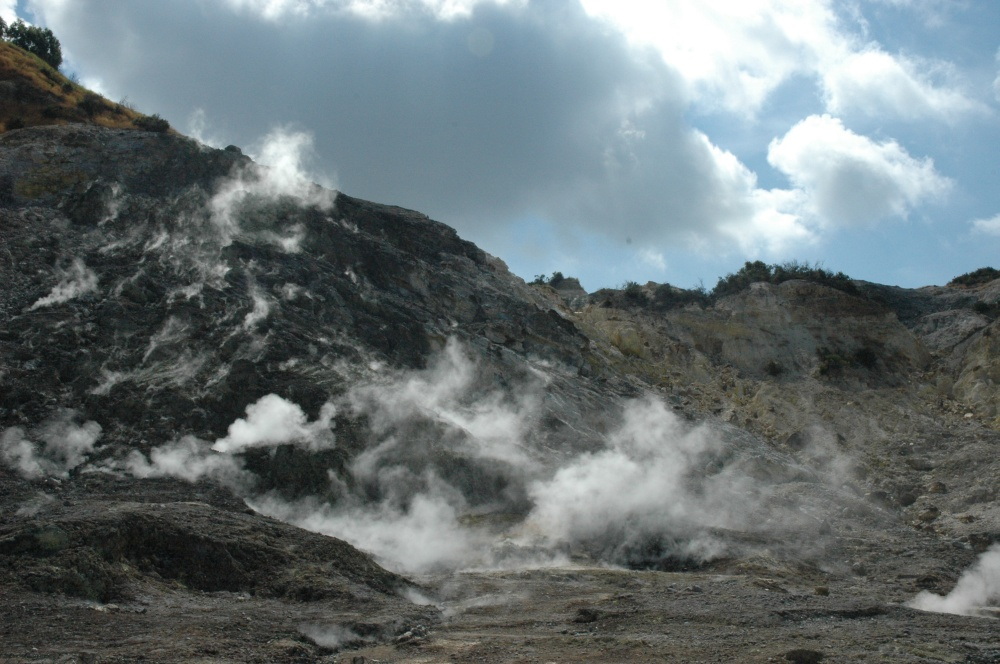
Solfatara
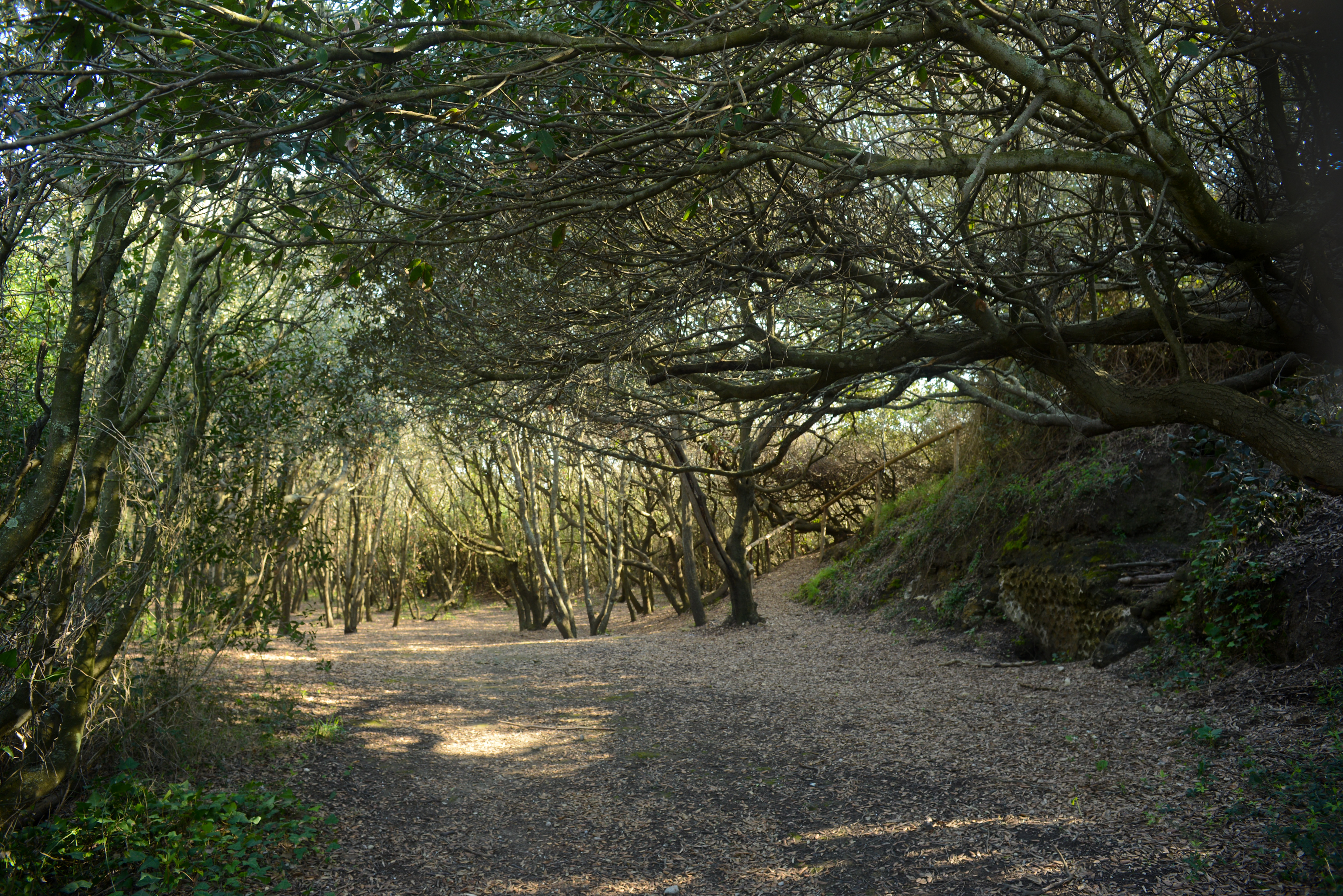
Hartlaubwald bei Cumae
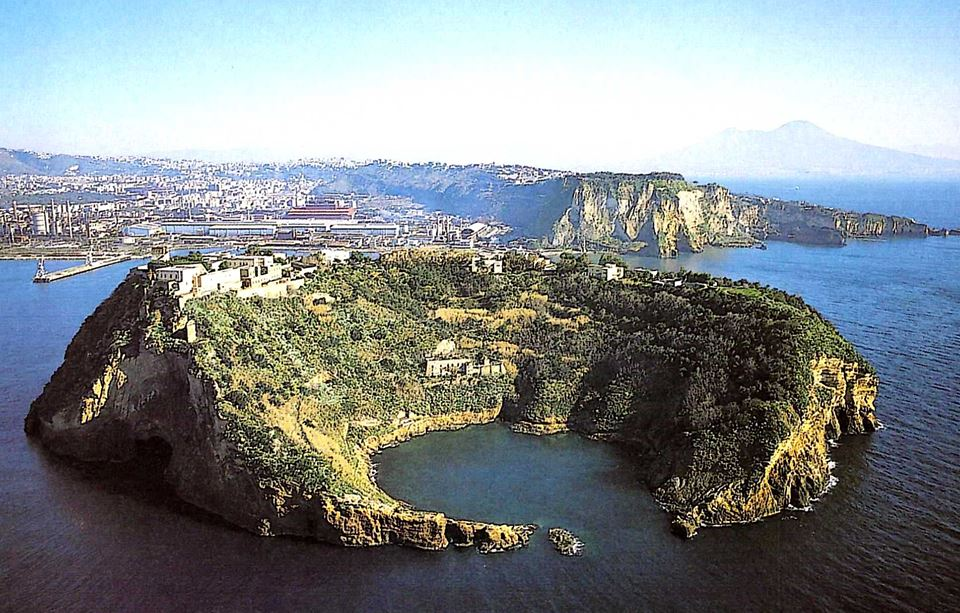
Nisida

## Verwaltung
Der Regionalpark Phlegräische Felder wurde 1993 von der Landesregierung der Region Kampanien auf der Basis des Regionalgesetzes Nr. 33 vom 1. September 1993 eingerichtet. Die der Parkverwaltung unterstellte Fläche wurde im Jahr 2003 ebenfalls von der Landesregierung rechtlich festgelegt. Seit 2019 untersteht dem Regionalpark auch die Verwaltung der auf der Fläche des Parks gelegenen FFH- und Europäischen Vogelschutzgebiete. Die Parkverwaltung hat ihren Sitz in Bacoli. Zu den Aufgaben des Regionalparkes gehören auch interdisziplinäre Programme und Planungsprozesse für Schutz- und Aufwertungsmaßnahmen im Bezug auf archäologische, historische, künstlerische, landschaftliche und denkmalpflegerische Aspekte.